# Smögens IF
Smögens IF, grundad 1913, är en idrottsförening för fotboll och gymnastik i västra Bohuslän. Klubbens anläggning heter Havsvallen. Klubbens herrlag i fotboll spelade år 2013 i division V Bohuslän. År 2013 firade klubben 100 år och satsade då bland annat på ett nystartat damlag, löptävlingen Bryggrundan och Smögenfestivalen där bland annat Ulf Lundell uppträdde.